# Beauceron
Beauceron er en fransk hyrdehunderace som nedstammer fra slettehunde (chiens des plaines) som i 1800-tallet passede på husdyr på gårdene omkring Paris. I hjemlandet går den også under navnene berger de Beauce (hyrdehund fra Beauce) og bas rouge (dunkel-/rustrød). Sidstnævnte efter farven på benene.
Beauceron'en er en stor, velafbalanceret, velvinklet, måske lidt senet, korthåret hund med kraftige ben og brede poter. Hannen skal være mellem 65 og 70 cm høj og hunnen mellem 61 og 68 cm.
Der findes to farvevarianter, den almindelige sorte med rødbrune aftegninger (ligesom fx rottweilerens) og den stadigt sjældne Harlekin som er sort og gråmeleret men med de samme aftegninger.